# Добровольчий український корпус

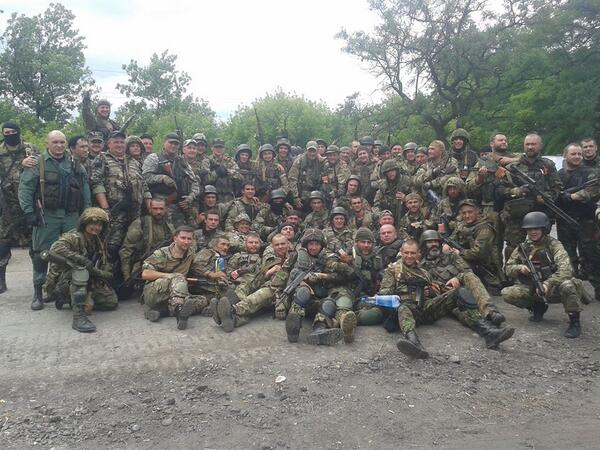
Бійці ДУК ПС, серпень 2014.

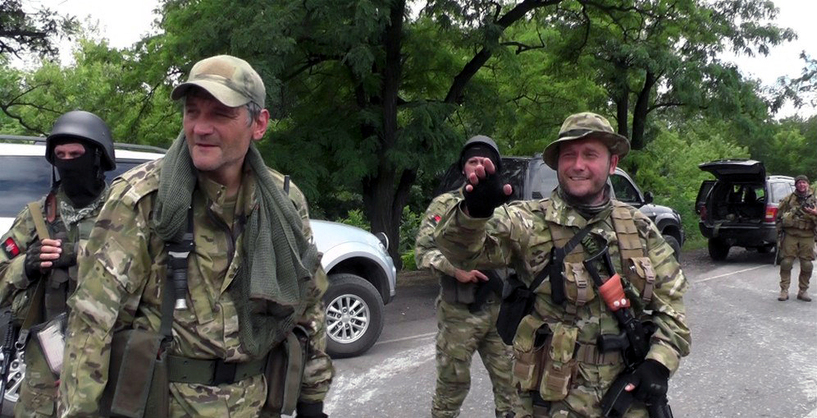
Бійці ДУК ПС з Дмитром Ярошем, жовтень 2014.

Доброво́льчий Украї́нський Ко́рпус «Пра́вий се́ктор» (ДУК ПС) — колишнє українське добровольче формування, створене у відповідь на початок російської збройної агресії проти України. Добровольчий Український Корпус став бойовим крилом організації «Правий сектор». За визначенням самого ДУКу, вони є об'єднанням громадян України, українців з-за кордону та громадян інших держав, які виявили бажання брати участь в збройній боротьбі українського народу проти зовнішнього та внутрішнього ворога.
Добровольчий Український Корпус «Правий сектор» був створений з метою захисту територіальної цілісності, національної незалежності України та інших життєво важливих інтересів українського народу і діє згідно зі статтею 65 Конституції України («Захист Вітчизни, незалежності та територіальної цілісності України, шанування її державних символів є обов'язком громадян України»).
Офіційною датою створення Добровольчого Українського Корпусу «Правий сектор» є 17 липня 2014 року. Цього дня були видані перші накази та положення по ДУК ПС.
Наприкінці 2015 року провідник руху Дмитро Ярош вийшов з «Правого сектора», утворивши на базі фронтових підрозділів корпусу Українську добровольчу армію. Підтримали вихід Яроша і деякі командири резервних батальйонів ДУК, що спричинило хвилю скорочень і реорганізацій у структурі ДУК у 2016 році.
З початком 24 лютого 2022 року повномасштабного вторгнення Росії в Україну ДУК легалізовано як окрему військову частину в лавах ЗСУ.
Навесні 2022 року було сформовано 4 батальйони ДУК.
У листопаді 2022 року Добровольчий український корпус був переформатований у 67-му окрему механізовану бригаду у складі Збройних сил України.

## Створення
Основою при створенні Добровольчого українського корпусу стали бойові групи силового крила «Правого сектора», які почали боротьбу на сході України з проросійськими окупантами під час визвольної війни 2014 року. 20 квітня відбувся перший значний бій з сепаратистами на блокпосту біля Билбасівки в околицях Слов'янська.
Від початку перебування в зоні російської терористичної агресії на Сході бойові сили «Правого сектора» були об'єднані під назвою розвідувально-диверсійного батальйону з боротьби з тероризмом «Дніпро-2». Командир — Олег Короташ («Мольфар»). З огляду на обставини смерті Олександра Музичка, керівництво «Правого сектора» відмовилось співпрацювати з МВС у справі формування та озброєння батальйону «Дніпро-2». Міністерство оборони України, і собі, відмовило в державній реєстрації батальйону «Дніпро-2».
Корпус створено в червні 2014 року за ініціативи громадсько-політичного руху «Правий сектор», коли стало зрозуміло, що кількісний склад бійців не обмежується лише батальйоном на передовій. Назву «Добровольчий український корпус» для створюваного формування ухвалила нарада командирів, де був присутній новопризначений комбат «Хорват» (Олег Короташ наприкінці травня звернувся до Дмитра Яроша з проханням прийняти його відставку), а також Головний командир ВО «Тризуб» Андрій Стемпіцький.
15 липня Провідник «Правого сектора» Дмитро Ярош у відкритому зверненні проголосив про формування Добровольчого українського корпусу. Офіційним днем створення ДУК вважається 17 липня, коли Командиром Корпусу та Начальником Штабу були видані «Загальні положення про створення Добровольчого українського корпусу „Правий сектор“» та перші накази. Корпус діє згідно зі статтею 65 Конституції України — «Захист Вітчизни, незалежності та територіальної цілісності України, шанування її державних символів є обов'язком громадян України».

## Завдання
Корпус створено з метою захисту територіальної цілісності та національної незалежності України; існує до остаточного відновлення конституційного ладу та дії законів України на всіх окупованих територіях України:

## Статус
Статус корпусу був довгий час офіційно не врегульованим. Він є частиною «військово-політичного руху „Правий сектор“»; при цьому члени ДУК можуть не бути членами партії.
24 листопада 2014 року помічник глави Міноборони з питань речового забезпечення Збройних Сил України Юрій Бірюков повідомив про декілька питань з його доповіді президенту Петру Порошенку. Зокрема:
Російське вторгнення в Україну (2022) змінило ситуацію у питанні легалізації корпусу. Згідно з офіційним повідомленням командира ДУК ПС Андрія Стемпіцького ДУК легалізовано як окрему військову частину в лавах ЗСУ. Деякий час мав назву — Центр спеціальних операцій «Добровольчий український корпус». У листопаді 2022 року був перетворений на 67-му окрему механізовану бригаду «ДУК».

## Особовий склад
Бійцем Корпусу могла бути будь-яка людина, що досягла 18-річного віку, незалежно від національної, партійної та релігійної належності. Запис у ДУК проходив виключно на волонтерських засадах у мобілізаційних пунктах Територіальних підрозділів Корпусу.
Добровольці проходили триступеневу систему добору (у корпусі залишається 25-30 % осіб від тої кількості, які виявили бажання вступити до лав ДУК):
1. мобілізація та навчання;
2. передислокація до батальйону та розподіл по ротах;
3. перший виїзд на бойову позицію.

## Структура
До початку повномасштабного вторгнення росії в Україну 2022 року та легалізації ДУК ПС в складі ЗСУ Добровольчий Український Корпус «Правий сектор» налічував в собі 3 окремі фронтові роти та 25 окремих резервних рот. Також до виходу Дмитра Яроша з Добровольчого Українського Корпусу в 2015 році в складі ДУК були 5-й, 8-й окремі батальйони та медичний батальйон «Госпітальєри». Після оголошення про вихід із ДУК-ПС відповідні батальйони в Добровольчому українському корпусі були розформовані.

### Структура корпусу (2015-2022)

#### Фронтові підрозділи[16]
| Назва                                                              | Нарукавний знак | Місце дислокації | Командир        |
| ------------------------------------------------------------------ | --------------- | ---------------- | --------------- |
| 1-ша окрема штурмова рота ДУК ПС                                   |                 | Зона бойових дій | друг «Да Вінчі» |
| 2-га окрема рота вогневої підтримки ДУК ПС імені капітана Воловика |                 | Зона бойових дій | друг «Астма»    |
| 3-тя окрема стрілецька рота ДУК ПС                                 |                 | Зона бойових дій | друг «Гонта»    |
| Тактична група ДУК ПС «Сапсан»                                     |                 | Зона бойових дій | друг «Сирота»   |

#### Резервні підрозділи[17]
| Назва                                         | Наруковий знак | Штаб                      | Командир       |
| --------------------------------------------- | -------------- | ------------------------- | -------------- |
| 1-ша резервна сотня ДУК ПС                    |                | Закарпатська область      | друг «Скрудж»  |
| 2-га резервна сотня ДУК ПС                    |                | Львівська область         |                |
| 3-тя резервна сотня ДУК ПС                    |                | Волинська область         |                |
| 4-та резервна сотня ДУК ПС                    |                | Івано-Франківська область | друг «Педро»   |
| 6-та резервна сотня ДУК ПС                    |                | Тернопільська область     | друг «Норд»    |
| 7-ма резервна сотня ДУК ПС                    |                | Хмельницька область       |                |
| 8-ма резервна сотня ДУК ПС                    |                | Кіровоградська область    | друг «Турбо»   |
| 10-та резервна сотня ДУК ПС                   |                | Рівненська область        | друг «Капелан» |
| 11-та резервна сотня ДУК ПС                   |                | Київська область          | друг «Сварог»  |
| 12-та окрема сотня швидкого реагування ДУК ПС |                | Херсонська область        | друг «Кулемет» |
| 13-та резервна сотня ДУК ПС                   |                | м. Київ                   | друг «Дельта»  |
| 14-та резервна сотня ДУК ПС                   |                | Дніпропетровська область  | друг «Дядько»  |
| 15-та резервна сотня ДУК ПС                   |                | Харківська область        | друг «Гребля»  |
| 16-та резервна сотня ДУК ПС                   |                | Чернівецька область       | друг «Лев»     |
| 17-та резервна сотня ДУК ПС                   |                | Полтавська область        | друг «Бот»     |
| 18-та резервна сотня ДУК ПС                   |                | Запорізька область        | друг «Ворчун»  |
| 19-та резервна сотня ДУК ПС                   |                | Житомирська область       |                |
| 20-та резервна сотня ДУК ПС                   |                | Сумська область           | друг «Док»     |
| 21-ша резервна сотня ДУК ПС                   |                | Черкаська область         | друг «Ведмідь» |
| 22-га резервна сотня ДУК ПС                   |                | Чернігівська область      | друг «Число»   |
| 23-тя резервна сотня ДУК ПС                   |                | Миколаївська область      | друг «Волоха»  |
| 24-та резервна сотня ДУК ПС                   |                | Вінницька область         | друг «Лис»     |
| 25-та резервна сотня ДУК ПС                   |                | Одеська область           | друг «Князь»   |
| Кримська сотня                                |                | Крим                      |                |

## Бойовий шлях
17 липня 2014 року наказом командира Корпусу Андрія Стемпіцького територія Донецької, Луганської областей та Кримського півострову оголошена фронтовою зоною.

### 2014 рік
25 липня 2014 року прес-служба «Правого сектора» повідомила про затримання в районі західних околиць Донецька одного з бойовиків батальйону «Восток» Лабженідзе Тенгіза Владіміровіча.
29—30 липня 93-тя окрема механізована бригада Сухопутних військ ЗСУ спільно з 5-м окремим батальйоном Добровольчого українського корпусу звільнили від бойовиків місто обласного значення Авдіївку, що в 13 км від Донецька. В місті знайдені покинутий терористами склад боєприпасів, а біля укріплень — катівня, де вони мордували та розстрілювали людей.
1 серпня бійцями 51-ї окремої механізованої бригади Сухопутних військ ЗСУ спільно з підрозділами ДУК було з боєм звільнено місто районного значення Красногорівка Донецької області.
Вдень 12 серпня 2014 року автобус групи бійців ДУК потрапив до засідки терористів на блокпосту під Донецьком на об'їзній трасі поблизу селища залізничної станції Мандрикине. Врятуватися вдалося лише трьом бійцям, які потрапили до полону (командир групи Марлен Місіратов «Татарин» і двоє з трьох братів Мартинових — Олег та Андрій). Загинули 10 вояків корпусу.
З вересня бійці ДУК беруть участь в обороні Донецького аеропорту та прилеглого селища Піски разом з військовослужбовцями Збройних сил України. За відчайдушний спротив оборонці аеропорту в українських засобах масової інформації та соціальних мережах були названі «кіборгами».
6 листопада бійці Добровольчого корпусу та 93-ї окремої механізованої бригади повернули під контроль України селище Опитне біля Донецького аеропорту.
12 листопада повідомлено про вихід бійців корпусу з терміналів Донецького аеропорту — поставлена мета з утримання аеропорту та підсилення військового угруповання була досягнута. Наразі до терміналів «підтягнулося багато військових». За словами керівника прес-центру АТО Владислава Селезньова «АТЦ вживає додаткових заходів для посилення оборони Донецького аеропорту». Натомість бійці ДУК збільшили свою фізичну присутність у селищі Опитне та селі Водяне й залишаються в зоні своєї відповідальності — вся північна сторона злітної смуги.
16 грудня підрозділи Корпусу, які дислокуються у фронтовій чи прифронтовій зоні, долучилися до заходів з перевірки вантажних перевезень на окуповану територію з метою не допустити постачання бойовиків через гуманітарні конвої «п'ятої колони». Ця діяльність проводиться в координації з іншими добровольчими підрозділами — «Дніпро», «Кривбас» та «Донбас».

### 2015 рік
15 березня бійці ДУКу зайняли позиції біля Широкиного під Маріуполем — Корпус тримає фланги на лінії оборони у взаємодії з бійцями полку «Азов» і батальйону «Донбас»:
25 березня командир 8-ї окремої роти («Аратта») Андрій «Червень» повідомив про наказ штабу сектору «М» з вимогою до 27 березня залишити Широкине та до 1 квітня залишити зону проведення АТО — вийти повинні всі підрозділи, які не входять до складу ЗСУ та Нацгвардії. Фактично був поставлений ультиматум, про те, що або ДУК входить до складу якої-небудь офіційної структури, або залишає зону АТО. Натомість ДУК звернувся до громадськості Маріуполя, з проханням вплинути на те, щоб добровольці залишилися на позиціях в Широкиному:
У ніч на 26 березня в районі Донецького аеропорту російсько-терористичні війська атакували позиції підрозділу Окремої тактичної групи ДУК силами двох взводів за підтримки двох танків. Бій тривав півтори години. Атака була відбита без втрат.
26 березня в. о. начальника прес-служби Генштабу ЗСУ Владислав Селезньов щодо витіснення добровольців із зони проведення АТО повідомив, що «ніхто ніяких ультиматумів не ставив», остаточне рішення поки що відкладене — представники ДУКу «взяли паузу для того, щоби подумати». У відповідь керівник інформслужби «Правого сектора» Артем Скоропадський заявив, що в ДУКу «готові бути підрозділом ЗСУ, але автономним, і підпорядковуватись Ярошу і командиру Корпусу Андрію Стемпіцькому. Такі умови не задовольняють владу. У Нацгвардію ми точно не підемо, бо в МВС не провели люстрацію, і багато наших бійців не хочуть бути працівниками МВС». Цього ж дня командир 8-ї окремої роти Андрій Гергерт («Червень») спростував інформацію про нібито відхід ДУКу з позицій у Широкиному:
9 квітня бойові підрозділи ДУКу офіційно залишили лінію безпосереднього зіткнення з противником в зоні проведення АТО у зв'язку з їх підготовкою до входження в ЗС України.
4 травня бійці окремої тактичної групи ДУК, що знаходились у секреті біля селища Опитне Донецької області, перешкодили непомітному просуванню диверсійної групи проросійських бойовиків — відбувся бій. «„Сепари“ відступили. Несподівана атака на позиції ЗСУ не вдалася». Один з бійців ОТГ отримав вогнепальне поранення в плече.
6 травня повідомляється про підняття бійцями «Термінаторського спецназу» ДУКу в найвищій і найнебезпечнішій наскрізь прострілюваній точці Широкиного червоно-чорного прапора поруч з державним прапором України. В акції брали участь троє бійців — «Буча», «Зєля» та «Козачок».
16 травня, о 02:00 годині, відбулась спільна бойова операція «Термінаторського спецназу» ДУКу та бійців батальйону «Донбас» у Широкиному. В ближньому бою (до 10 м) вщент знищена з підствольних гранатометів та РПГ-7 вогнева позиція сепаратистів «Рибний світ», що розташовувалась на 2-му поверсі. Під час рейду один боєць отримав легкі поранення.
13 червня бійцями 8-ї окремої роти «Аратта» ДУК під час виконання бойового завдання у Широкиному був полонений бойовик — громадянин Росії Толстокоров Роман Анатолійович, 1 березня 1982 року народження, уродженець міста Зеленокумськ (Ставропольський край). Затриманий при собі мав військовий квиток ДНР (ДН 0024528, виданий 13 травня 2015 року) та паспорт РФ (07 15 038247, виданий 10 квітня 2015 року). 17 травня 2015 року він був зарахований на посаду механіка-водія 1-го батальйону 1-ї роти терористичного угруповання (військової частини) № 08819 ДНР. Брав участь у бойових діях у Широкиному — вів вогонь зі стрілецької зброї по українських позиціях. Під час розмови повідомив про бойовиків, які живуть в покинутих помешканнях і займаються мародерством; про зустріч з двома підрозділами осетинів, які воюють на боці «ДНР»; про те, що багато з тих, що воюють на боці бойовиків хочуть повернутися на бік України, однак бояться покарання. Полонений має на спині татуювання «Герб Третього Рейху» у вигляді імперського орла та нацистської свастики, яке він зробив у російській в'язниці.
10 серпня, о 3:25, після артобстрілу позицій сил АТО російсько-терористичні формування пішли в наступ в районі Старогнатівки (Волноваський район, Донецька область) та прорвали позиції 72-ї окремої механізованої бригади. Контратакою ЗСУ за допомоги бійців ДУК вдалося відкинути супротивника на його попередні позиції та трохи просунутись вперед, але закріпитися на нових позиціях не вдалося. У бою під Білою Кам'янкою (Бойківський район, Донецька область) брали участь дві групи Добровольчого корпусу — одна утримувала відповідну висоту біля населеного пункту, інша сприяла формуванням ЗСУ в проведенні контратаки. У цих боях попаданням снаряда були вбиті троє бійців 1-ї штурмової роти 5-го окремого батальйону ДУК. 11 серпня 1-ша ШР покинула зону АТО та повернулася до місця своєї постійної дислокації.

### 2016 рік
На початку лютого 2016 року в одному з інтерв'ю Дмитро Ярош повідомив, що на лінії зіткнення з російсько-терористичними підрозділами знаходиться близько 300 осіб, які виконують специфічні завдання — контрснайперскі операції, розвідка тощо.
18—19 грудня 2016 року у боях на Світлодарській дузі брала участь 1-ша штурмова рота «Подолянина». У боях загинули 4 бійці роти.

### 2019 рік
З 19 по 23 березня на базі 3 стрілецької роти ДУК ПС тривало капеланське служіння священиків ПЦУ СУВД Євгена Орди, Антона Панасенка та Дмитра Карана. У ході служіння, капелани нагородили бійців Добровольчого Українського Корпусу «Правий сектор» медалями «За жертовність і любов до України».

### 2022 рік
10 березня 2022 року ДУК ПС зазнав перших втрат із початку повномасштабного вторгнення РФ. Під час загальновійськової операції з оборони столиці, на межі Київщини та Чернігівщини, у нерівному бою загинули бійці зведеної розвідувальної групи СБУ та ДУК ПС. До складу групи входили: майор СБУ Віталій Краснюк, керівник контррозвідки ДУК ПС Володимир Кімлик, Володимир Отченашенко.
31 березня 2022 року в ході комплексної військової операції, після відкритого воєнного вторгнення Російської Федерації в Україну, звільнили 10 сіл у Ніжинському районі Чернігівської області.
В червні 2022 року ДУК виконував бойові задачі в районі Світлодарська .
У листопаді 2022 року Добровольчий український корпус «Правий сектор» розформований і переформатований у 67-му окрему механізовану бригаду «ДУК» у складі Збройних сил України.

## Втрати
За інформацією Дмитра Яроша на початок лютого 2016 року за час війни з російсько-терористичними підрозділами бойові та небойові втрати склали вбитими — 64 людини, пораненими — понад 500.

## Події

### Блокування адмінкордону з Кримом
20 вересня 2015 року представники ДУКу долучилися до товарної блокади адміністративного кордону з тимчасово окупованою Автономною Республікою Крим, яка проводиться за ініціативи Меджлісу кримськотатарського народу. Також в акції «Громадянська блокада Криму» беруть участь Автомайдан, Самооборона Майдану, Цивільний Корпус «Азов», Рух, Одеська самооборона та інші. Учасники перекривають рух на трьох дорогах до Криму — у пунктах пропуску Чонгар, Чаплинка та Каланчак. У Чонгарі зібралося близько сотні бійців ДУКу, які облаштували старе приміщення біля КПП під базу та, зокрема, контролюють в'їзд і виїзд транспорту. Ініціатори блокади вважають, що українські компанії мають припинити торговельні відносини з Кримом. Мета «продуктової блокади» — змусити владу Російської Федерації виконати низку вимог, серед яких, зокрема, звільнення українських політв'язнів Надії Савченко, Олега Сенцова, Олександра Кольченка, Олександра Костенка, Ахтема Чийгоза, Мустафи Дегерменджі, Алі Асанова і Таїра Смедляєва, припинення переслідування кримських татар, вільні умови роботи для українських ЗМІ та іноземних журналістів, а також зняття заборони на в'їзд до Криму лідерам кримськотатарського народу. Згодом учасники акції мають намір домагатися припинення постачання електроенергії на півострів.
На території проведення акції для координації роботи підрозділів ДУКу та осередків ПС був створений Оперативний штаб (відділи: інформаційний, адміністративний, кадрів, матеріально-технічного забезпечення), який буде функціювати до закінчення блокади. Начальник штабу — «Хорват»; заступник начальника — «Татарин». Загальну координацію всіх підрозділів «Правого сектора» та Добровольчого українського корпусу здійснює командир ДУКу Андрій Стемпіцький («Летун»), який висловився за необхідність блокування залізниці після блокування автошляхів, а також за перекриття постачання електроенергії та води до окупованої території Криму. За повідомленням Оперативного штабу з проведення акції бійцям ДУКу дозволено долучатися до акції по блокуванню Криму тільки за узгодженням з командирами підрозділів Добровольчого українського корпусу. В рамках проведення акції також відбувається формування спецгруп для виявлення об'їзних доріг до окупованого Криму.
23 вересня за повідомленням заступника начальника ГУМВС України у Донецькій області Іллі Ківи усі вантажні автомобілі, які були заблоковані активістами на адміністративній межі з Кримом, поїхали назад до материкової України. З 24 вересня акція протестувальників перенесена на 10 км углиб материка.
28 вересня повідомляється про блокування бійцями ДУКу разом із кримськими татарами та небайдужими громадськими активістами однієї з гілок залізничного сполучення, що вела на окупований півострів:

## Бойовий Хрест Корпусу
Відзнака заснована 10 грудня 2017 року та символізує присутність загиблого в бою воїна назавжди у лавах Добровольчого Українського Корпусу «Правий сектор».
Відзнака «Бойовий Хрест Корпусу» вручається Командиром ДУК «Правий сектор» разом з посвідченням, прапором ДУК «Правий сектор», чорним беретом з емблемою ДУК «Правий сектор» та витягом з наказу, найближчим членам родини загиблого на полі бою або померлого внаслідок поранень в бою вояка Добровольчого Українського Корпусу «Правий сектор».
За відсутності родини відзнака вручається командиру резервної сотні, на території дислокації якої похований вояк ДУК або Начальнику Головного Штабу ДУК ПС для передачі у майбутньому в музей російсько-української війни, музей добровольчого руху або музей Добровольчого Українського Корпусу «Правий сектор».

## Відзнаки та нагороди
- 18 жовтня 2014 року ротний 5-го батальйону ДУК Андрій Шараскін («Богема») разом з іншими військовослужбовцями, що захищали Донецький аеропорт, був нагороджений іменною вогнепальною зброєю — пістолетом «Форт-17»[55]:

- 15 листопада 2014 року двоє бійців ДУК — комбат 5-го окремого батальйону Владислав «Чорний» і командир розвідувальної групи Віталій Кашуба («Швед»), отримали заохочувальну відзнаку Міністерства оборони України — пам'ятний знак «За воїнську доблесть». Пізніше такою ж відзнакою була нагороджена керівник медичного підрозділу «Госпітальєри» Зінкевич Яна Вадимівна, мобільний загін якої врятував і вивіз з поля бою на той час вже понад 120 поранених[56].
- 11 березня 2015 року Святійший Патріарх Київський і всієї Руси-України Філарет у Синодальній залі Київської Патріархії провів зустріч з п'ятнадцятьма бійцями батальйону Національної гвардії імені генерала Кульчицького та Добровольчого українського корпусу й нагородив їх медалями «За жертовність і любов до України». Усі нагороджені брали участь у боях на Донбасі, проявили героїзм та прибули з передової заради зустрічі з Патріархом. Нагороджуючи бійців Святійший Владика сказав, що «немає більшої любові, як хто душу свою покладе за ближніх своїх», тому Україна переможе у цій війні, адже є люди, готові боротися за неї та за своїх рідних[57].
- 9 квітня 2015 року керівник інформаційного відділу ДУК-інфо Алла Мегель нагороджена недержавною пам'ятною медаллю «Чарівна сила України»[58].

- 4 червня 2015 року, о 12:00, у Києві в будинку Митрополита Національного заповідника «Софія Київська» відбулась перша церемонія нагородження недержавним орденом «Народний Герой України». Серед українських воїнів, медиків, волонтерів було відзначене військове з'єднання Добровольчий український корпус. Цю колективну нагороду від імені корпусу прийняв речник ДУКу Андрій Шараскін («Богема»). Під час вручення ордену волонтером та головою громадської організації «Народний тил» Георгієм Тукою до тексту нагородження був доданий ще один рядок-заслуга: «За відродження українського духу». Окремі персональні нагороди отримали також Провідник військово-політичного руху «Правий сектор» Дмитро Ярош та Начальник Медичного управління та реабілітації бійців ДУКу Зінкевич Яна Вадимівна[59].

- 27—29 червня 2015 року у Маріуполя відбувся Міжнародний кінофестиваль «КіТи — Кіно і ти» ім. І. О. Шрейбера. У номінації «Документальне кіно (короткий метр)» дипломом і кришталевою відзнакою за «Найкращий патріотичний фільм» був нагороджений спільний проект ДУК-інфо та волонтерів — фільм «Селище Піски … рік війни». Автори роботи — Мотрук Ярослав Ігорович, Прокіпчук Іван Іванович, Мегель Алла[60].
- 15 липня 2015 року у Дніпропетровську в Палаці студентів на п'ятій церемонії нагородження орденом «Народний Герой України» був відзначений боєць ДУКу Торбін Сергій Володимирович («Опер»)[61].
- 1 грудня 2015 року, згідно Указу Президента України Орденом «За заслуги» III ст. «за значний особистий внесок у державне будівництво, соціально-економічний, науково-технічний, культурно-освітній розвиток Української держави, вагомі трудові досягнення, багаторічну сумлінну працю» була нагороджена начальниця Медичного управління та реабілітації бійців ДУКу Зінкевич Яна Вадимівна[62].
- 30 червня 2016 року, згідно Указу Президента України Орденом «За мужність» І ст. «за особисту мужність, виявлену у захисті державного суверенітету та територіальної цілісності України, самовіддане служіння Українському народові» нагороджений (посмертно) боєць ДУКу та волонтер, оперний співак Сліпак Василь Ярославович[63][64].
- 30 листопада 2021 року, згідно Указу Президента України звання Героя України «за особисту мужність, виявлену у захисті державного суверенітету та територіальної цілісності України» було присвоєно командирові 1-ї штурмової роти ДУК «Правий сектор» Дмитру Коцюбайло («Да Вінчі»)[65][66].

## Вшанування пам'яті
- 9 січня 2015 року в селі Топорівці на Івано-Франківщині відбулося відкриття меморіальної дошки на честь бійця ДУКу Стефурака Степана Степановича («24-й»), який загинув 22 вересня 2014 року поблизу селища Піски під час проведення розвідки. Йому було лише 19 років[67][68].
- 21 січня 2015 року у Херсоні на території Гідрометеорологічного технікуму Одеського державного екологічного університету відбулося відкриття меморіальної дошки на честь бійця ДУКу Райхерта Олександра Олександровича («Чорний»), який загинув 9 листопада 2014 року від важкого поранення у селищі Піски. Цього дня йому мало б виповнитись 19 років[69].
- У Кривому Розі на будинку, в якому мешкав Козюбчик Андрій Михайлович («Орест»), була встановлена меморіальна дошка на честь бійця ДУКу, який загинув 17 серпня 2014 року від вогнепального поранення у селищі Піски[70].
- 1 вересня 2015 року у Кривому Розі в ЗОШ № 48 буде відкрито меморіальну дошку на честь бійця 2-ї штурмової роти 5-го окремого батальйону ДУК Дощенка Геннадія Леонідовича («Дощ»), який загинув 17 червня 2015 року у бою під Донецьком від кулі снайпера, прикривши собою бойового товариша[71].

- 13 жовтня 2015 року у Києві в Галереї мистецтв Деснянського району відкрилася виставка світлин бійця розвідгрупи 5-го окремого батальйону ДУК Кірєєва Антона Аркадійовича («Сифон»), який загинув 5 жовтня 2014 року у бою біля села Спартак під Донецьким аеропортом. Виставка організована товаришами по службі загиблого бійця. Навесні 2014 року Антон поїхав на передову як фотокореспондент, а залишився у підрозділі ДУКу як боєць. З 1 листопада протягом двох тижнів виставка фоторобіт Антона Кірєєва у 3D-вимірі під назвою «Небо падає» працювала у Національному Музеї Історії України[72].

- 17 березня 2016 року в Івано-Франківську на фасаді спеціалізованої загальноосвітньої школи № 5 з поглибленим вивченням німецької мови, в якій навчався боєць ДУК, відкрили й освятили пам'ятну анотаційну дошку начальнику штабу окремої тактичної групи ім. капітана Воловика Семанишину Григорію Петровичу («Семен»), який загинув 18 січня біля Донецького аеропорту, підірвавшись на розтяжці, коли група вже поверталася із завдання[73].